# Giáo hoàng Gioan XXI
Gioan XXI (Latinh: Joannes XXI) là vị giáo hoàng thứ 187 của giáo hội công giáo.
Theo niên giám tòa thánh năm 1806 thì ông đắc cử Giáo hoàng năm 1276 và ở ngôi Giáo hoàng trong 3 tháng 4 hoặc 5 ngày. Niên giám tòa thánh năm 2003 xác định ông đắc cử Giáo hoàng ngày 8 tháng 9 năm 1276, ngày khai mạc chức vụ mục tử đoàn chiên chúa là ngày 20 tháng 9 và ngày kết thúc triều đại của ông là ngày 20 tháng 5 năm 1277.

## Trước khi thành giáo hoàng
Joannse XXI có tên thật là Pedro de Espana, quê thánh Lisboa, Bồ Đào Nha. Ông là con của y sĩ Juliaxo Rebelo và Teresa Gil. Bản thân ông là một bác sĩ nổi tiếng vào khoảng năm 1220. Ông là vị Giáo hoàng người Bồ Đào Nha duy nhất trong lịch sử cho đến nay.
Ông bắt đầu học tập trong trường Giám mục của nhà thờ chính tòa Lisbonne, sau này ông thường lui tới đại học Paris (vài sử gia khẳng định đó là đại học Montpellier), nơi ông đã học y học và thần học, đặc biệt chăm chú nghe những bài giảng về phép biện chứng, luận lý học và nhất là về vật lý học và siêu hình học Aritstốt.
Giữa năm 1245 và 1250, ông đã dạy y học ở Đại học Sienna. Tại đây, ông đã viết một số tác phẩm trong đó nổi bật là quyển Summulae Logicales, một quyển sách tham khảo về luận lý học của Aritstốt trong hơn ba trăm năm, trong các trường đại học châu Âu.
Năm 1272, ông được bổ nhiệm làm Giám mục thành Braga (Bồ Đào Nha) và toàn miền ảnh hưởng, kế vị D. Martinho Geraldes. Năm 1273, ông được thăng chức Hồng y và sau đó là thái y của đức Gregorius X. 

## Giáo hoàng
Sau khi Giáo hoàng Adrianus V qua đời, Guglielmo Visconti cháu của Gregorius X, theo nhiều người đã được bầu làm Giáo hoàng ngày 5 tháng 6 năm 1276 dưới tên Gregorius XI. Tuy nhiên ông đã đột ngột từ trần ngay ngày hôm sau. Ông đã không bao giờ được kể vào danh sách các Giáo hoàng.
Ngày 8 tháng 9, Pedro de Espana đã được bầu với tên là John XXI.
Từ thời vua Bồ Đào Nha, Alphonsus II, đã thề hứa Giáo hội và tài sản của Giáo hội sẽ được tôn trọng trong vương quốc. Thực sự không giỏi lắm trong lãnh vực chính trị và giáo hội, Đức John XXI để cho Hồng y Orsini coi sóc Giáo hội trong khi đó ông tiếp tục quên mình với việc nghiên cứu.
Vì già và bệnh tật, ông nghỉ hưu ở Viterbo, nhưng ông là nạn nhân của vụ sụp đổ cung điện nơi ông cư trú. Ông được mai táng ở đó. 
Hiện nay đã lược bỏ tên của John XX để sửa lại các con số kèo theo tên các Giáo hoàng có tên là John. Sai sót này có từ thời John XV.
Tháng 3 năm 2000, bằng một dấn bước đặc biệt của thị trưởng Lisbonne là Jean Soares, ông được chuyển đến một vị trí nhiều vinh dự hơn, nghĩa là ông được chuyển vào lối đi giữa.